# Cratere Dulcinea
Dulcinea  è un cratere sulla superficie di Eros.